# Хронологија инвазије Русије на Украјину (јун 2025)
Овај чланак обухвата дешавања која су се догодила у јуну 2025. године, за време инвазије Русије на Украјину.

## Хронологија

### 1. јун
Украјина је извела нападе дронова на руске војне аеродроме у пет региона, што је довело до пожара неколико авиона. Напади су се догодили у Мурманској, Иркутској, Ивановској, Рјазањској и Амурској области.

### 2. јун
Руска противваздухопловна одбрана уништила је 162 беспилотне летелице Оружаних снага Украјине изнад региона Руске Федерације током протекле ноћи.
Више од 100.000 становника 150 насеља у Херсонској области остало је без струје, након што је у украјинском нападу оштећена високонапонска опрема у северозападном делу региона.

### 3. јун
Више од 600.000 људи остало је без струје у Запорошкој области у Украјини због напада украјинских оружаних снага, у тој области 457 насеља остало је без струје након напада дроновима.

### 4. јун
Руси су током ноћи извели ракетни удар на цивилно предузеће и напали дроновима Харкову, а има и жртава. Напад на Харков ноћу трајао сат и по времена, а коришћене су две ракете и осам шахеда.

### 5. јун
Украјинске снаге су извршиле ракетни напад на подручје где је била концентрисана јединица ракетних снага Руске Федерације у Брјанској области.

### 6. јун
Руска војска је током ноћи уништила 10 дронова који су се кретали ка Москви. ПВО Министарства одбране оборио је свих 10 дронова који су покушавали да нападну Москву.

### 7. јун
Харков доживео најснажији напад од почетка рата, при чему је скоро 40 експлозија одјекнуло у граду за сат и по времена. Четири особа је погинуло, а повређених је више од 60. Десетине експлозија чуле су се у граду током ноћи, а руске трупе су истовремено ударале ракетама, дроновима и вођеним ваздушним бомбама.  Нападнуте су вишеспратне и приватне стамбене зграде, образовни и инфраструктурни објекти.

### 8. јун
Руска војска је за 24 сата извела 555 удара на 16 насеља у Запорошкој области.
Украјински напад дроном изазвао је протекле ноћи краткотрајни пожар у хемијском постројењу у региону Тула, при чему су две особе задобиле повреде. Руски системи противваздушне одбране уништили су 61 украјински дрон изнад осам региона током ноћи.

### 9. јун
Русија је лансирала 499 дронова на Украјину у највећем ноћном бомбардовању дроновима од почетка рата. Поред дронова, 20 ракета различитих типова испаљено је на различите делове Украјине. Ваздушни напад је одвраћен ратном авијацијом, системом противваздушне одбране, јединицама на даљинско управљање и беспилотним системима.

### 10. јун
Руски системи противваздушне одбране су током ноћи пресрели и уништили 102 украјинска дрона изнад Русије. Пет руских аеродрома је привремено због напада обуставило рад.
Русија је током ноћи лансирала 315 јуришних дронова и седам ракета усмерених углавном на Украјину. Главни правац напада је био Кијев. Украјинске јединице су уништиле или неутралисале 284 дрона и све ракете.

### 11. јун
Руски системи противваздушне одбране уништили су 32 украјинска дрона током ноћи изнад Вороњешке, Курске, Тамбовске, Ростовске области, Црног мора и Крима.

### 12. јун
Украјинска војска је током ноћи напала фабрику електронике Резонит у Московској области Русије. Забележене су експлозије у фабрици која производи електронику која се широко користи у производњи високотехнолошког оружја и опреме.

### 13. јун
Руски системи противваздушне одбране уништили су и пресрели 125 украјинских беспилотних летелица изнад руских региона током ноћи, више од половине њих изнад Крима.

### 14. јун
Руско војска оштетила је радионице за производњу беспилотних летелица Оружаних снага Украјине и њихова складишта. Оштећене су радионице за производњу беспилотних летелица и њихова складишта, складишта муниције, као и привремени пунктови распоређивања Оружаних снага Украјине.

### 15. јун
Руска војска је извела ракетни напад системом Искандер на командни пункт Бригаде морске пешадије Оружаних снага Украјине у ДНР.
Руске снаге су током ноћи напале са 194 беспилотних летелица и ракета, 167 је неутралисано, а још 48 је изгубљено на непознатим локацијама. Међу обореним циљевима била су два кинжала, по три искандера-К и калибра.

### 16. јун
У индустријском предузећу у Запорожју на југоистоку Украјине избио је пожар након руског напада. У Запорожју су се чуле експлозије током ваздушне опасности која је проглашена због руских дронова.

### 17. јун
Кијев током ноћи погођен је једним од најтежих напада од почетка рата, док је Русија у масовној офанзиви користила више од 440 дронова и 32 ракете. Нападнуте су и области Одеса, Запорожје, Чернигов, Житомир, Кировоград, Николајев и Кијевска област. У Кијеву су оштећене зграде у осам округа.

### 18. јун
У руском нападу ракетама искандер у Сумској области уништена су четири складишта, два камиона и више од 60 украјинских милитаната.

### 19. јун
Русија је током ноћи лансирала укупно 104 дрона док су украјинске снаге обориле 88 руских дронова.

### 20. јун
Оружане снаге Руске Федерације извеле су нападе на више циљева у Украјини, међу којима је и камп за обуку у Дњепропетровској области. Напади су изведени беспилотним летелицама, а погођени су и мостови у близини насељених места Шахово и Владимировка, као и командни пункт украјинске беспилотне авијације у области Јаблоновке.

### 21. јун
Руске снаге извршиле су масовни комбиновани напад на Полтавску област, нападајући енергетску инфраструктуру у округу Кременчук. Већину пројектила обориле су украјинске јединице противваздушне одбране, али у округу Кременчук забележено је неколико директних погодака и пад крхотина оборених пројектила на објекте енергетске инфраструктуре.

### 22. јун
Руске трупе ракетним ударом погодиле су украјински војни полигон у Херсонској области, при чему је украјинска војска, изгубила више од 70 војника и десет возила. Напад извршен ракетним системом Искандер-М.

### 23. јун
Русија је преко ноћи лансирала 352 дрона и 16 ракета циљајући украјинску територију. Главни правац напада био је град Кијев.
Јединице Снага за специјалне операције Оружаних снага Украјине погодиле су рафинерију нафте Атлас, која се налази у Ростовској области Русије.

### 24. јун
Руске јединице противваздушне одбране уништиле су данас десетине украјинских дронова изнад неколико руских региона, укључујуćи више од 40 дронова изнад Вороњешке области на украјинској граници.

### 25. јун
Руске снаге напале су Запорошку област, а као резултат гранатирања, скоро 900 потрошача остало је без струје.

### 26. јун
Руски системи противваздухопловне одбране уништили су и пресрели 50 украјинских дронова током ноћи. Поред тога, две беспилотне летелице неутралисане су изнад Крима.

### 27. јун
Ноћни напад руских дронова на Запорожје изазвао је серију пожара и оштећења на индустријским зградама и гаражним објектима. Најмање шест различитих локација у граду било је мета удара, и није било жртава. Дронови су погодили индустријско предузеће и територију гаражне задруге, што је довело до великих пожара и значајне материјалне штете.

### 28. јун
Украјинске снаге су дроновима напале војни аеродром Кировско на Криму, услед чега су уништена три руска јуришна хеликоптера Ми-8, Ми-26 и Ми-28. У нападу уништен је и самоходни ракетни комплекс панцир-С1.

### 29. јун
Руске оружане снаге су извеле масовни ракетни напад на објекте украјинског војноиндустријског комплекса. Изведен је масован удар високопрецизним ваздушним оружјем дугог домета, укључујући аеробалистички хиперсонични ракетни систем кинжал, као и беспилотне летелице, на објекте војноиндустријског комплекса и рафинерије нафте у Украјини. Руска војска је такође погодила радарску станицу РАДА израелске производње и радионице за производњу јуришних беспилотних летелица.

### 30. јун
Руска војска је уништила 10 јуришних група украјинских оружаних снага у једном дану на правцу Волчанска и Липцова, заједно са њиховим возилима и комуникационим средствима.